# Спюдеберг
Спюдеберг (норв. Spydeberg) — коммуна в губернии Эстфолл в Норвегии. Административный центр коммуны — город Спюдеберг. Официальный язык коммуны — букмол. Население коммуны на 2007 год составляло 5073 чел. Площадь коммуны Спюдеберг — 141,99 км², код-идентификатор — 0123.

## История населения коммуны
Население коммуны за последние 60 лет.

Статистика коммуны Спюдеберг